# I'm with You (canción)
«I'm with You» (En español: «Estoy contigo») es una canción de soft rock interpretada por la cantante canadiense Avril Lavigne lanzada como el tercer sencillo de su álbum debut Let Go. Escrita por Avril Lavigne y The Matrix (Scott Spock, Lauren Christy, Graham Edwards) y producida por estos últimos, fue la primera balada de Lavigne en ser lanzada como un sencillo. Inspirada en la soledad que experimentó Lavigne en un "día deprimente" cuando estaba soltera, la canción es una balada del estilo pop rock desde la perspectiva de alguien dispuesto a encontrar un extraño para superar su soledad.
Llegó al top 5 en Billboard Hot 100 de los Estados Unidos (el tercer sencillo de Lavigne en llegar al top 10), en Reino Unido al top 10, y al top 20 en Canadá. «I'm with You» recibió cobertura en la radio y televisión de Australia, pero no fue lanzado allí como sencillo. 
En 2011, la cantante Rihanna utilizó partes de la canción en su sencillo «Cheers (Drink to That)» incluida en su álbum Loud.
Mundialmente, la canción vendió 4.252.000 copias, siendo el segundo sencillo más vendido del álbum y la décima canción más vendida de todo 2003.

## Video
En el video musical del sencillo, dirigido por el fotógrafo David LaChapelle, Lavigne está sola, a pesar de estar rodeada de mucha gente en un club, tratando de encontrar a alguien. Finalmente se retira del lugar, en una noche fría. Circula en Internet una versión con un final diferente, consistente en que, al salir de la fiesta, Lavigne se encuentra con los integrantes de su banda y se van juntos.
La mayor parte del video es en cámara lenta, pero los movimientos de labios de Lavigne están sincronizados con la canción. Esto fue logrado grabando mientras la canción sonaba dos veces más rápido.
Por lo menos una parte fue filmada en Los Ángeles. Las escenas en la calle se filmaron en Broadway, y se puede observar el Orpheum Theatre.

## Nominaciones
«I'm with You» fue nominado en los Premios Grammy del 2004 como Canción del Año y como Mejor Interpretación Vocal Femenina pero perdió contra «Dance with My Father» de Luther Vandross y «Beautiful» de Christina Aguilera respectivamente.

## Lista de canciones
Sencillo en CD para Australia

| N.º | Título                                             | Duración |  |
| 1.  | «I'm with You»                                     | 3:44     |  |
| 2.  | «I'm with You» (en vivo desde la Ciudad de México) | 3:57     |  |
| 3.  | «Unwanted» (en vivo desde la Ciudad de México)     | 4:01     |  |

Sencillo en CD para Francia

| N.º | Título                                             | Duración |  |
| 1.  | «I'm with You»                                     | 3:44     |  |
| 2.  | «I'm with You» (en vivo desde la Ciudad de México) | 3:57     |  |

Sencillo en CD para Alemania, Corea del Sur y el Reino Unido

| N.º | Título                                             | Duración |  |
| 1.  | «I'm with You»                                     | 3:44     |  |
| 2.  | «I'm with You» (en vivo desde la Ciudad de México) | 3:57     |  |
| 3.  | «Unwanted» (en vivo desde la Ciudad de México)     | 4:01     |  |
| 4.  | «I'm with You» (vídeo musical reforzado)           | 3:44     |  |

CD promocional para Australia, los Estados Unidos y el Reino Unido

| N.º | Título         | Duración |  |
| 1.  | «I'm with You» | 3:44     |  |

Sencillo en DVD para los Estados Unidos

| N.º | Título                                            | Duración |  |
| 1.  | «I'm with You» (vídeo musical)                    | 3:44     |  |
| 2.  | «Sk8er Boi» (vídeo musical)                       | 3:38     |  |
| 3.  | «Skater Girl» (comercial de televisión de Let Go) | 0:31     |  |
| 4.  | «Street Performer» (comercial de televisión)      | 0:30     |  |
| 5.  | «Galería de fotografías»                          |          |  |

## Posicionamiento en listas
| Listas (2003)                                  | Mejor posición |
| ---------------------------------------------- | -------------- |
| Alemania (Offizielle Deutsche Charts)          | 13             |
| Austria (Ö3 Austria Top 40)                    | 13             |
| Bélgica (Flandes) (Ultratop 50)                | 9              |
| Bélgica (Valonia) (Ultratop 50)                | 39             |
| Canadá (Nielsen SoundScan)                     | 18             |
| Croacia (HRT)                                  | 8              |
| Dinamarca (Tracklisten)                        | 20             |
| Escocia (Scottish Singles Sales Chart)         | 6              |
| Estados Unidos (Billboard Hot 100)             | 4              |
| Estados Unidos (Mainstream Top 40)             | 1              |
| Estados Unidos (Adult Top 40)                  | 1              |
| Estados Unidos (Hot Adult Contemporary Tracks) | 18             |
| European Hot 100                               | 17             |
| Francia (SNEP)                                 | 34             |
| Grecia (IFPI)                                  | 12             |
| Irlanda (IRMA)                                 | 5              |
| Italia (FIMI)                                  | 5              |
| Noruega (VG-lista)                             | 16             |
| Nueva Zelanda (Recorded Music NZ)              | 5              |
| Países Bajos (Dutch Top 40)                    | 9              |
| Polonia (Polish Airplay Charts)                | 5              |
| Reino Unido (UK Singles Chart)                 | 7              |
| Rumania (Romanian Top 100)                     | 22             |
| Suecia (Sverigetopplistan)                     | 11             |
| Suiza (Schweizer Hitparade)                    | 12             |

## Certificaciones
| País           | Organismo certificador | Certificación | Ventas  | Ref    |
| -------------- | ---------------------- | ------------- | ------- | ------ |
| Canadá         | Music Canada           | Platino       | 80 000  | [ 30 ] |
| Estados Unidos | RIAA                   | Platino       | 1 000   | [ 31 ] |
| Nueva Zelanda  | RMNZ                   | Oro           | 15 000  | [ 32 ] |
| Reino Unido    | BPI                    | Oro           | 400 000 | [ 33 ] |

## Uso en los medios y versiones de otros artistas
«I'm with You» estuvo incluida en el episodio «My Tormented Mentor» de la tercera temporada de Scrubs, y en el episodio «Accelerate» de la segunda temporada de Smallville. También fue usada en el filme Todopoderoso. La canción también fue utilizada en la telenovela brasileña de 2003 Mujeres apasionadas. Además, apareció en el videojuego de Karaoke Revolution Volume 2. Esta canción ha sido interpretada por la cantante checo-polaca Ewa Farna en 2006 bajo el título "Tam gdzie ty" (traducido: "¿Dónde estás?").
En 2003, el dúo productor Leama & Moor remezclaron la canción y la lanzaron en versiones vocal y dub (instrumental).
En septiembre de 2010 se anunció que «I'm with You» fue objeto de muestreo por la cantante barbadense Rihanna. La canción es la muestra de las «Cheers (Drink to That)» de la pista, que fue lanzado como sencillo del quinto álbum de estudio de Rihanna, Loud. Avril hizo una aparición en el video musical.
El 5 de noviembre de 2011, la canción apareció en el programa de televisión del Reino Unido Strictly Come Dancing, que se emitió en la BBC.
El 3 de diciembre de 2011, la concursante Amelia Lily interpretó la canción en vivo en la versión británica de The X Factor, que se transmite por el canal ITV.
El 4 de junio de 2012, la canción fue interpretada en la versión australiana de The Voice por Ben Hazelwood.
El 11 de octubre de 2012, la canción fue interpretada en la versión estadounidense de The X Factor por Diamond White durante la ronda Judges' Houses.
El 3 de noviembre de 2012, la canción fue realizada en The Voice U.S. por Cassadee Pope durante los cuartos de final como «Contestant's Choice». Y entonces cantó de nuevo en la final (18 de diciembre de 2012), junto con Avril Lavigne y ella tuiteó: «Acabo de conocer a mi ídolo. Y canté con ella».
En abril de 2013, la canción fue interpretada por Amber Carrington, en The Voice U.S..
"I'm With You" apareció en la película Deadpool & Wolverine del Universo cinematográfico de Marvel de 2024, además de aparecer en la banda sonora oficial de la película.